# Rolls-Royce Silver Cloud
Rolls-Royce Silver Cloud byl první Rolls-Royce jehož karoserie se vyráběla přímo v továrně. Vůz si však ponechával samostatné šasi, poněvadž společnost dospěla k závěru, že na rozdíl od většiny konkurenčních vozů se samonosnou konstrukcí si její zákazníci mohou přát speciální karoserii a to se jim musí umožnit bez složité přestavby.
Znamenalo to také, že se šasi dalo použít i pro jiné projekty v rámci společnosti Rolls-Royce, z nichž možná nejcennější byl krásný Bentley Continental S, představený roku 1955. Toto šasi bylo také základem konvenčnějších Bentleyů včetně limuzín S1 a S2. Díky tomu, že úspěšný exportní program vynesl firmě Rolls-Royce značné finanční prostředky, mohl šéfkonstruktér Harry Grylls zadat projekt Cloudu jako úplně nový vůz s ocelovou karoserií a typicky vysokou úrovní luxusu.
Nový vůz byl ohlášen v dubnu 1955 a původně měl šestiválcový motor s objemem 4887 cm³ a sacími ventily umístěnými nad výfukovými. Byl to motor, který původně poháněl modely Bentley Mk VI a Rolls-Royce Silver Dawn.
Vůz zachovával tradiční vnitřní vybavení s dýhovanou přístrojovou deskou a hlubokými koženými sedadly. Další luxusní dodatky zahrnovaly jako standard automatickou převodovku GM Hydramatic, na zvláštní objednávku pak posilovač řízení a klimatizaci.
S karoserií z tlustého plechu a délkou 5,4 m byl Cloud impozantní a těžký vůz, takže šestiválcový motor vzdor svému hladkému a kultivovanému chodu nebyl dost silný na to, aby tento vůz poháněl bez velké námahy.
To se napravilo roku 1959, když byl zaveden Silver Cloud II s Novým vidlicovým osmiválcem Rolls-Royce, který měl původně 6,2 litrů. Inženýři zvolili tuto jednotku místo 7litrového řadového osmiválce proto, že řadový motor by byl dál zbytečně zvětšil délku vozu.
Nový motor změnil charakter Cloudu. Zůstával vznešeně klidný a svrchovaně rafinovaný, byl však nyní schopen v naprostém poklidu jet vysokou rychlostí. Jako vždycky odmítala firma Rolls-Royce uvést výstupní výkon motoru, odhady uváděly výkon 149 kW, což bylo víc než postačující ve srovnání s předchozím šestiválcem, který dával něco kolem 112 kW. Osmiválec také měl hospodárnější spotřebu paliva, i když se spotřebou mezi 17 a 19 l/100 km se dá asi těžko mluvit o levném provozu.
Při faceliftu z roku 1962 z něž vzešla verze Silver Cloud III, získal vůz dvojici světlometů podobnou Phantomu VI, nižší masku chladiče, nově upravený posilovač řízení a vyšší kompresní poměr. Faktický výkon motoru zůstával i nadále přísně střeženým tajemstvím.
Vedle standardních limuzín si zákazníci mohli vybrat i limuzínu s přepážkou, jejíž karoserie se vyráběla v Park Wardu; tato limuzína měla prodloužený rozvor a ještě přepychovější interier. Dále tu bylo nápadné dvoudveřové kupé a od roku 1962 kabriolet se snímací střechou navržený H. J. Mullinerem, neuvěřitelně stylově vyhlížející a nabízený za vskutku exotickou cenu.
V éře rychlého technologického vývoje automobilového průmyslu začal Silver Cloud počátkem 60. let zastarávat. Byl možná přijatelně moderní v roce 1955, kdy se objevil, ale o dekádu později, kdy jeho výroba končila, nabízeli už levnější konkurenti samonosnou konstrukci,kotoučové brzdy a plně nezávislé zavěšení. Bylo načase, aby firma vypracovala novou taktiku a skutečně to učinila svým vůbec nejúspornějším modelem Silver Shadow.
| Model                        | Vyráběn v letech | Vyrobeno kusů |
| ---------------------------- | ---------------- | ------------- |
| Rolls-Royce Silver Cloud I   | 1955–1959        | 2360          |
| Rolls-Royce Silver Cloud II  | 1959–1962        | 2717          |
| Rolls-Royce Silver Cloud III | 1962–1966        | 2809          |

## Fotogalerie
Rolls Royce Silver Cloud z roku 1956 vystavený na soutěži Automobilové klenoty 2019.

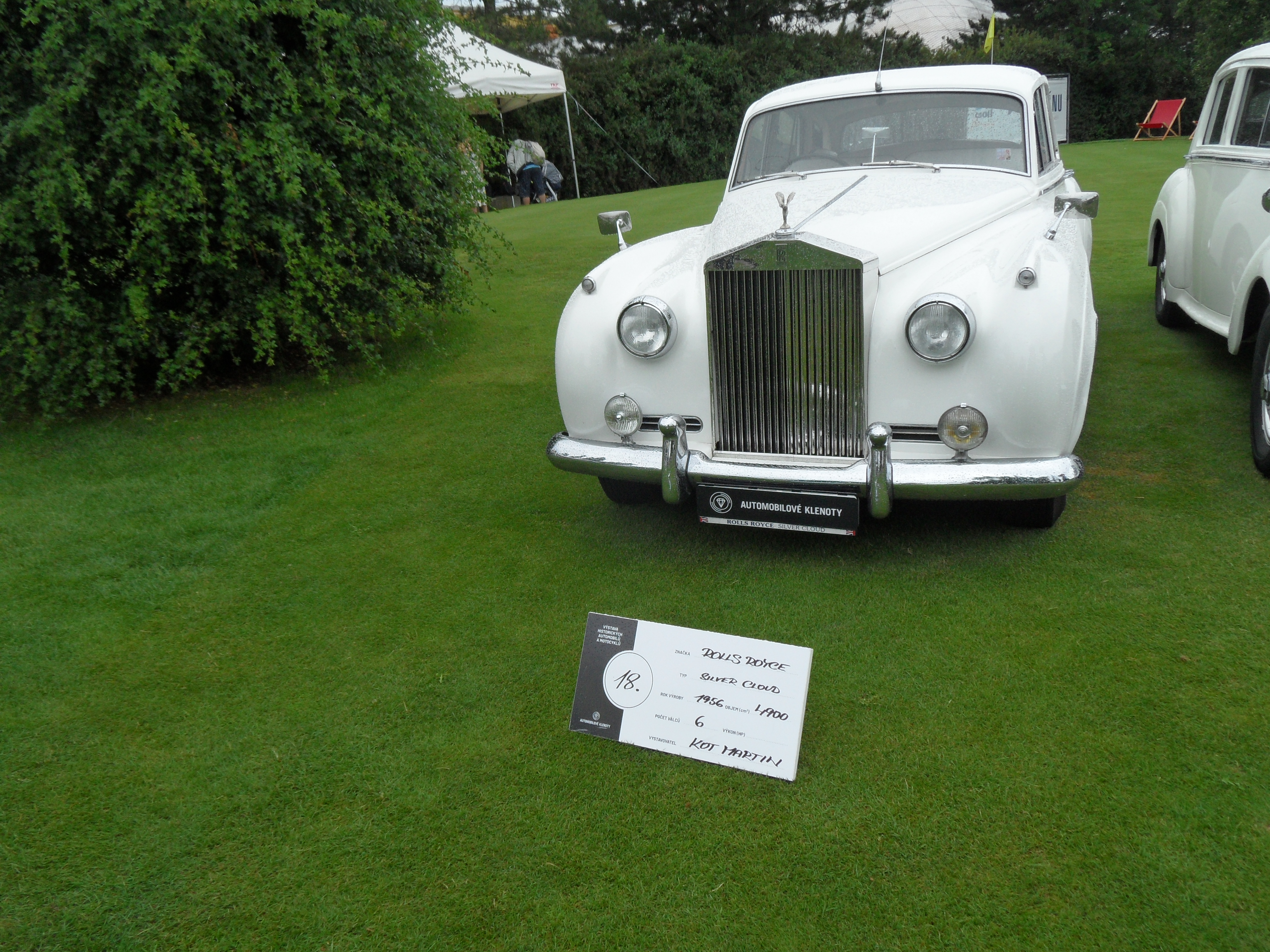
Rolls Royce Silver Cloud
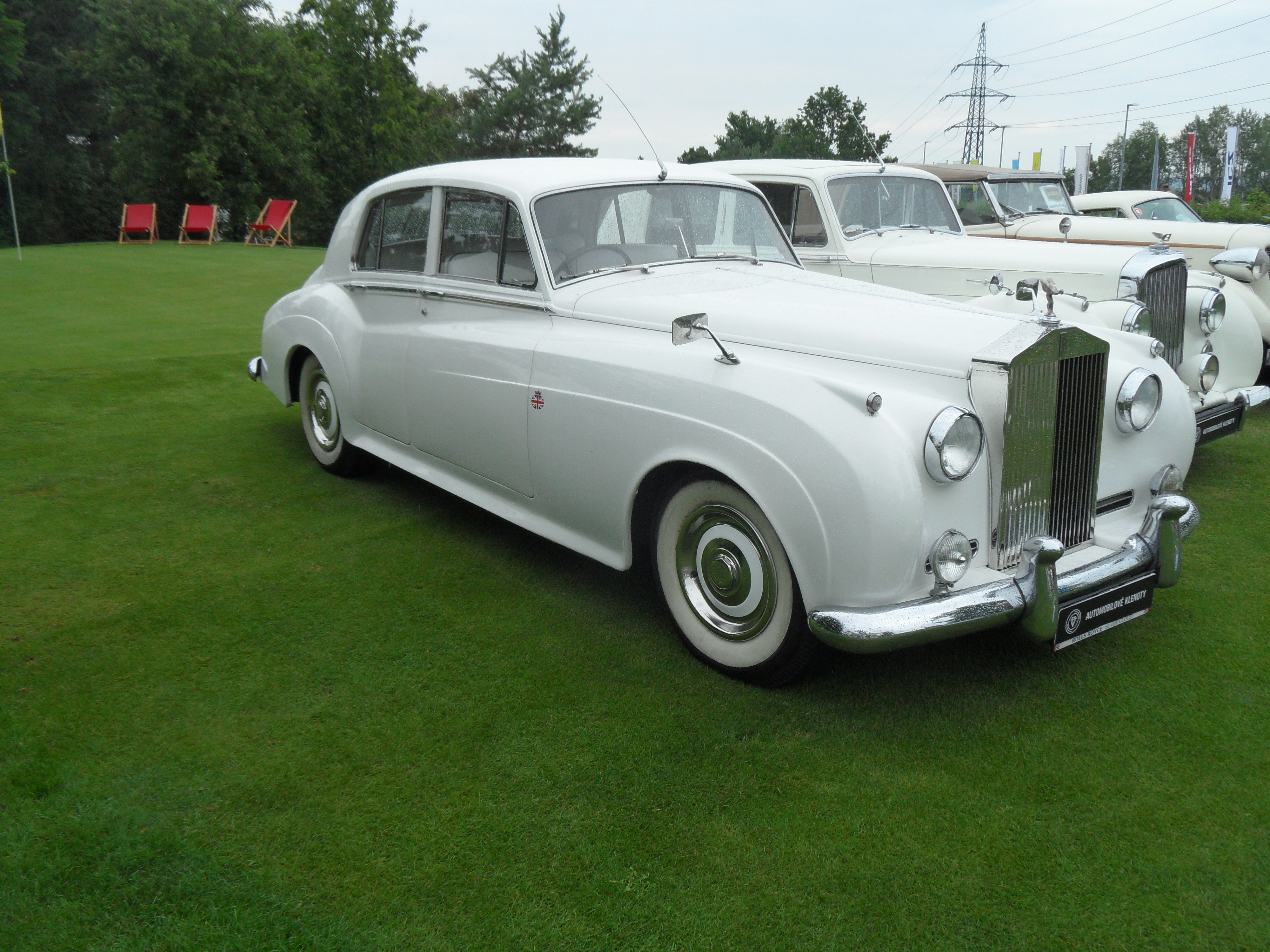
Rolls Royce Silver Cloud